# Зеленин, Валериан Николаевич
Валериан Николаевич Зеленин (1853—1911) — военный инженер, архитектор Санкт-Петербурга.
В 1890-е годы заведовал постройками Военно-медицинской академии.
Похоронен на Никольском кладбище Александро-Невской лавры

## Работы
- 1894-1896 год — комплекс клиники заразных болезней (Военно-медицинская академия) по адресу Нижегородская (ныне Академика Лебедева), 37-б (Предположительно совместно с Г. С. Войницким). (Здания не сохранились).
- 1896—1897 год — здание клиники нервных болезней. Лесной проспект, 2. Совместно с П. И. Балинским. (Надстроено).
- 1899 год — доходный дом В. Н. Зеленина Лесной проспект, 3.